# Ильин, Андрей (иконописец)
Андре́й Ильи́н (ум. в 1677) — русский иконописец XVII века.

## Биография
Андрей Ильин принимал участие в целом ряде работ в Московском Кремле: расписывал Архангельский (1660, 1666) и Успенский (1666) соборы, писал иконы для иконостаса церкви Евдокии мученицы (1664). 26 ноября 1667 (по другим данным, 1668) года стал жалованным живописцем Оружейной палаты.
В 1668—1669 годах Ильин создал одну из так называемых каппониановых досок — подписных икон из цикла миней, принадлежавших императору Петру I. В 1673 году вместе с Симоном Ушаковым, Георгием Зиновьевым, Никитой Павловцем, Фёдором Козловым и Иваном Филатьевым работал над иконами для праздничного ряда церкви Покрова Пресвятой Богородицы в Братцеве (сохранилась подписная икона «Сретение»). В декабре следующего года вместе с Рожковым, Зубовым и Зиновьевым писал «к празднику к Богоявленьеву дню на Ердань на забранные углы апостолов». В мае 1676 года вместе с Никифором Бовыкиным написал икону «Страшный суд». В том же году заболел и вскоре умер.

## Творчество
Как свидетельствуют источники, Ильин отличался большим мастерством в «мелких лиц воображении». До наших дней сохранилось две работы, написанных художником единолично, и одна — созданная в соаворстве.

## Работы
- Минейная икона на март, апрель и май (1668—1669, музеи Ватикана).
- «Сретение» (1673).
- «Страшный суд» (1676), в соавторстве с Никифором Бовыкиным.

### Комментарии
1. ↑  Иорданью именовался не только участок реки, где производилось освящение воды, но и так называемая иорданная (иорданская) сень, которая возводилась над этим местом. По описанию И. Е. Забелина, её обычно украшали изображения апостолов и других святых[3].